# Historia de la era contemporánea
La historia de la era contemporánea describe una cierta perspectiva de la historia moderna. El término "historia contemporánea" ha estado en uso por lo menos desde el siglo XIX. En el contexto más amplio de su uso, la historia contemporánea es esa parte de la historia viva aún en la memoria. Basándonos en la vida humana, la historia contemporánea se extendería por un período de aproximadamente de 80 años. Obviamente, este concepto cambia en términos absolutos a medida que pasan las generaciones. En un sentido más estricto, "la historia contemporánea" puede referirse a la historia recordada por la mayoría de los adultos vivos, que se extiende cerca de una generación. Ya que la edad media de las personas que viven en la Tierra es de 30 años a partir de la actual (2020), aproximadamente la mitad de las personas que viven hoy nacieron antes de 1990. 
Desde la perspectiva de la década de 2010, por lo tanto, la historia contemporánea puede incluir el período desde mediados del siglo XX, incluyendo el período de posguerra y la guerra fría y que casi siempre incluyen el período de alrededor de 1985 para presentar el que está dentro de la memoria de la mayoría de las personas vivas.
La época actual posee un carácter distinto de su actual.

Más que la mayoría de los períodos de igual duración, es la consumación directa de los años inmediatamente anteriores. Se diferencia de ellos como la cosecha difiere del tiempo de las semillas
Historia contemporánea del mundoEdwin Grosvenor

Si bien ha habido logros científicos y logros humanitarios durante la edad actual (es decir, la Edad Moderna), la era contemporánea ha visto el progreso científico y político, no tanto en los que se ha originado como por lo que se ha desarrollado. Logros notables han sido aquellos que, como la redefinición de las nacionalidades y naciones y los avances tecnológicos en curso que marcaron el siglo XX.
En la ciencia y la tecnológica contemporánea, la historia incluye principalmente los vuelos espaciales, la tecnología nuclear, láser y tecnología de semiconductores, el comienzo de la era de la información y las computadoras, y el desarrollo de la biología molecular y la ingeniería genética, y el desarrollo de la física de partículas y el Modelo Estándar de la teoría cuántica de campos.
En la historia africana contemporánea, hubo el apartheid en Sudáfrica y su abolición, des-colonización, y una multitud de guerras en el continente.
En la historia contemporánea de Asia, hubo la formación de la República Popular de China, la independencia y partición de India, las guerras de Corea y Vietnam, la actual guerra civil afgana, y el estacionamiento de fuerzas estadounidenses en Japón y en Corea del Sur. En el Medio Oriente, estaba en conflicto árabe-israelí, el conflicto entre el nacionalismo árabe y el islamismo, y en la (aún en curso) Primavera Árabe.
En la historia europea contemporánea, había las revoluciones de 1989, que contribuyeron a la disolución de la Unión Soviética, y el actual proceso de integración europea.

## Era moderna
A la vuelta del siglo XX, el mundo vivió una serie de grandes conflagraciones, la Primera Guerra Mundial y la Segunda Guerra Mundial. Cerca del final de la primera gran guerra, hubo una serie de revoluciones rusas y una guerra civil rusa. Entre las grandes guerras, la década de 1920 vio un gran aumento de la prosperidad donde el progreso y las nuevas tecnologías se apoderaron del mundo, pero esto pronto terminó por la Gran Depresión. Durante este tiempo, se formó la Liga de las Naciones para hacer frente a los problemas mundiales, pero falló en recibir el apoyo suficiente por los principales poderes, y una serie de crisis llevó una vez más al mundo a otra época de violencia.

### La historia Post-1945
Acontecimientos notables de esta época moderna de la historia universal se incluyen 2 guerras mundiales y la guerra fría, que se caracteriza por la disputa por la influencia mundial entre los Estados Unidos y la Unión Soviética.
La Guerra Fría comenzó en 1945 y duró hasta 1989. La era espacial era concurrente con este tiempo, que abarca las actividades relacionadas con la carrera espacial, la exploración del espacio, la tecnología espacial, y los desarrollos culturales influenciados por estos eventos. Paz Americana es una denominación aplicada al concepto histórico de la paz liberal relativa en el mundo occidental, que resulta de la preponderancia del poder disfrutado por los Estados Unidos de América y en sus connotaciones de contemporaneidad, la paz establecida después del final de la Segunda Guerra Mundial en 1945.
El mundo post-1945 experimentó el establecimiento y la defensa de los Estados democráticos. A lo largo del período posterior a 1945, la Guerra Fría se expresó a través de coaliciones militares, espionaje, el desarrollo de armas, invasiones, la propaganda y el desarrollo tecnológico competitivo. La Unión Soviética creó el bloque oriental de los países que ocuparon, la anexión de algunos como Repúblicas Socialistas Soviéticas y el mantenimiento de otros como estados satélites que luego formarían el Pacto de Varsovia. Los Estados Unidos y varios otros países de Europa occidental comenzaron una política de contención del comunismo y las alianzas forjadas en este sentido, incluida la OTAN. El conflicto incluyó los gastos de defensa, una carrera de armas convencionales y nucleares, y varias guerras de poder; las dos superpotencias nunca pelearon entre sí directamente.
El mundo posterior a 1989 vio la abolición de los regímenes totalitarios de la Guerra Fría. Por las revoluciones democratiza doras de Europa del Este en 1989 y la Guerra Fría efectivamente terminados por la cumbre de malta el 3 de diciembre de 1989. La Unión Soviética se disolvió en el último día de 1991. Varios regímenes del periodo posterior a la Guerra Fría establecieron repúblicas democráticas, aunque algunas eran repúblicas autoritarias/oligárquicas.
En América del Sur, los regímenes militares apoyados por la CIA, tal como se ve en la intervención de Estados Unidos en Chile, dan paso. El régimen de Pinochet se derrumbó en 1990. En el sudeste asiático, las dictaduras de desarrollo fueron derrocadas por el alzamiento de la gente.

#### La era de la información y las computadoras.

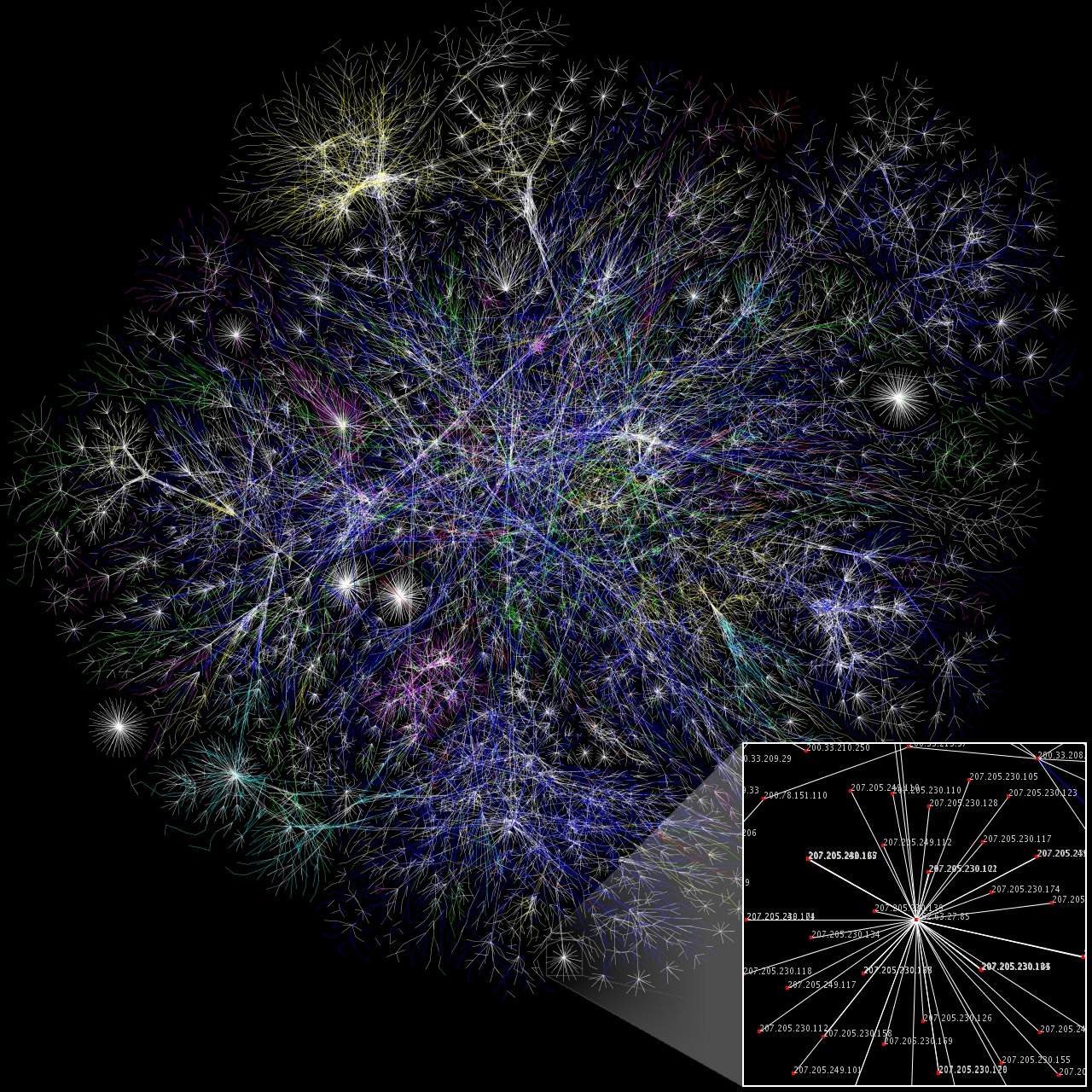
Una visualización de las diversas rutas a través de una porción de Internet. Mapa parcial de Internet basada en el 22 de mayo de 2006

La era de la información, también conocida comúnmente como la Era de la Informática, es una idea de que la edad actual se caracteriza por la capacidad de los individuos para transferir información libremente, y para tener acceso instantáneo a los conocimientos que habría sido difícil o imposible encontrar previamente. La idea está fuertemente ligada a la idea de una era digital o revolución digital, y llevó a las consecuencias de un cambio en la industria tradicional que la Revolución Industrial trajo a través de la industrialización, a una economía basada en torno a la manipulación de la información. El período general se dice que ha comenzado en la segunda mitad del siglo XX, aunque la fecha varía. El término comenzó su uso a finales de 1980 y a principios de 1990, y se ha utilizado hasta el presente con la disponibilidad de Internet.
Durante la década de los 90s, los dos directorios de Internet y motores de búsqueda eran populares—Yahoo! y Altavista (ambos fundados en 1995) fueron los líderes de la industria respectivamente. A finales del 2001, el modelo de directorio había comenzado a ceder el paso a los motores de búsqueda, seguido de la aparición de Google (fundada en 1998), que había desarrollado nuevos enfoques para la clasificación de relevancia. 
Funciones de Directorio, mientras que todavía comúnmente disponible, se convirtieron en los pensamientos los motores de búsqueda. El tamaño de la base de datos, que había sido una característica importante a través de la comercialización a principios de la década del 2000, fue desplazado de manera similar por el énfasis en la clasificación de relevancia, los métodos por los cuales los motores de búsqueda intentaron ordenar los mejores resultados primeros 
"Web 2.0" se caracteriza por la comunicación facilitando, el intercambio de información, la interoperablidad, el diseño centrado en el usuario. y la colaboración de la "World Wide Web". Se ha llevado el desarrollo y evolución de las comunidades basadas en la Web, servicios alojados y aplicaciones web. Los ejemplos incluyen sitios de redes sociales, sitios para compartir vídeos, wikis, blogs, mashups y folksonmías. Las redes sociales surgen a principios del siglo XXI como la comunicación social popular, en gran medida la sustitución de gran parte de la función de correo electrónico, mensajes y servicios instantáneos. Twitter, Facebook y YouTube son los principales ejemplos de sitios web para ganar popularidad. La distribución de la información continuó en el siglo XXI con la interacción móvil y acceso a Internet crece de forma masiva en el siglo XXI. Para la década del 2010, la mayoría de la gente en el mundo desarrollado tenía acceso a Internet y la mayoría de las personas en todo el mundo tenía un teléfono móvil. Marcando el subir de la computación móvil, las ventas mundiales de computadoras personales cayeron un 14% durante el primer trimestre de 2013. La Web Semántica (apodado "Web 3.0") comienza la inclusión de contenido semántico de las páginas web, la conversión de la web actual dominado por la no estructurada y documentos en una "red de datos" semi estructurada.
Con el auge de la tecnología de la información, la seguridad informática y la seguridad de la información en general, es una preocupación para los ordenadores y redes. Las preocupaciones incluyen la información y los servicios están protegidos contra el acceso no deseado o no autorizado, modificación o destrucción. Esto también ha planteado cuestiones de privacidad en Internet y la privacidad personal a nivel mundial.

#### Desarrollo de los poderes del Este
| País  | % Crecimiento |
| ----- | ------------- |
| China | 11,90 %       |
| India | 10,2 %        |

Para mayor información sobre este tema, véase la lista de países por PIB (real) la tasa de crecimiento.

Mientras que Asia ha experimentado un considerable desarrollo económico, China en particular ha experimentado un gran crecimiento, moviéndose hacia el estatus de un poder regional y un mercado de mil millones de consumidores. India, junto con otros países no occidentales en desarrollo, también están creciendo rápidamente, y ha comenzado a integrarse en la economía mundial.
Después de que China se unió a la Organización Mundial del Comercio, el nivel de vida en el país ha mejorado de manera significativa a medida que China vio la reaparición de la clase media. Disparidad de riqueza entre las zonas de influencia de Occidente Medio y continuó ampliándose por el día, lo que provocó los programas del gobierno para "desarrollar el Oeste", teniendo proyectos ambiciosos como el ferrocarril Qinghai-Tíbet. La carga de la educación era mayor que nunca. La corrupción rampante continuó a pesar de la campaña anticorrupción del primer ministro Zhu que ejecutó a muchos funcionarios.
El éxito de India ha sido más mixto, fuentes difieren sobre si el país ha visto una gran reducción de la pobreza, o simplemente un crecimiento de la clase alta. Mientras que la economía india ha crecido enormemente, el índice de hambre cayó muy modestamente, de 24,2 en 1990 a 22,9 en 2012.
La mayoría de las economías "Once Siguientes" son los países asiáticos. Varios países de reciente industrialización han surgido de Asia, incluyendo a China, India, Malasia, Filipinas y Tailandia.

#### Unión Europea y la Federación Rusa
En Europa, La Unión Europea es una unión geopolítica fundada en numerosos tratados y ha sufrido ampliaciones para incluir la mayoría de los estados en Europa. Sus orígenes se remontan a la época de la Segunda Guerra Mundial después de, en particular, la fundación de la comunidad Europea del Carbón y del Acero en París en 1951, a raíz de la "Declaración Schuman", o los Tratados de Roma estableciendo la comunidad económica europea y la comunidad europea de energía atómica. Ambos cuerpos son ahora parte de la Unión Europea, que se formó bajo ese nombre en 1993.
En el período post-comunista, la Federación de Rusia se convirtió en un país independiente. Rusia era la mayor de las quince repúblicas que conformaban la Unión Soviética, lo que representa más del 60 % del PIB y más de la mitad de la población soviética. Los rusos dominaron el ejército soviético y el Partido Comunista. Por lo tanto, Rusia fue ampliamente aceptada como Estado sucesor de la Unión Soviética en los asuntos diplomáticos y asumió miembro permanente de la URSS y de veto en el Consejo de Seguridad de la ONU.
En cuanto a las relaciones OTAN-Rusia, el consejo de la OTAN-Rusia ha sido una herramienta diplomática oficial para el manejo de los problemas de seguridad y proyectos conjuntos entre la OTAN y Rusia, que implican "la creación de consenso, las consultas, las decisiones conjuntas y acciones conjuntas" "Decisiones conjuntas y acciones", adoptadas en virtud de los acuerdos del Consejo OTAN-Rusia incluyen la lucha contra el terrorismo, cooperación militar (ejercicios militares conjuntos y entrenamiento personal), la cooperación en Afganistán, la cooperación industrial, cooperación en materia de interoperabilidad de la defensa, la no proliferación y otras áreas. Debido a que la OTAN y Rusia tienen ambiciones similares y desafíos mutuos, el consejo OTAN-Rusia es visto por ambas partes como eficaces en la construcción de acuerdos diplomáticos entre todas las partes involucradas.

#### Tiempos contemporáneos tardíos

##### El terrorismo y la guerra
Acontecimientos políticos importantes en la década de 2000 (diez años) para los Estados Unidos y el Medio Oriente giraban en torno al terrorismo moderno, la guerra contra el terrorismo, la guerra de Afganistán y la guerra de Irak.

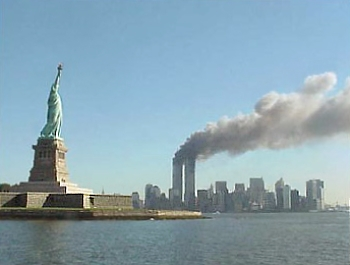
El "Word Trade Center" en llamas y la Estatua de la libertad

Los ataques del 11 de septiembre fueron una serie de ataques suicidas coordinados de Al-Qaeda sobre los Estados Unidos el 11 de septiembre de 2001. Esa Mañana, 19 terroristas de Al-Qaeda secuestraron cuatro aviones comerciales de pasajeros. Los secuestradores estrellaron un tercer avión de pasajeros contra el Pentágono en Arlington, Virginia, a las afueras de Washington D. C. El cuarto avión se estrelló en un campo cerca de Shanksville en el condado rural de Pensilvania, después de que algunos de sus pasajeros y tripulación de vuelo intentó volver a tomar el control del avión, que los secuestradores habían reorientado hacia Washington D. C. Grandes ataques terroristas ocurrieron después del 11 de septiembre de 2001, incluyendo el asedio al Teatro de Moscú, los atentados de Estambul en 2003, los atentados de Madrid, la crisis de los rehenes de la escuela de Beslan, los atentados de Londres 2005, los bombardeos de Nueva Delhi en octubre del 2005, y el cerco del hotel de Mumbai en 2008.
Los Estados Unidos respondieron los ataques del 11 de septiembre del 2001 lanzando un "Guerra Global contra el terrorismo", invadiendo Afganistán para derrocar a los talibanes, que había albergado a terroristas de Al-Qaeda, y la promulgación de la Ley Patriota. Muchos de otros países también reforzaron su legislación antiterrorista y ampliaron los poderes policiales. La "Guerra Global contra el Terrorismo" es el conflicto militar, político, legal e ideológico contra el terrorismo islámico y militantes islámicos desde los ataques del 2001.

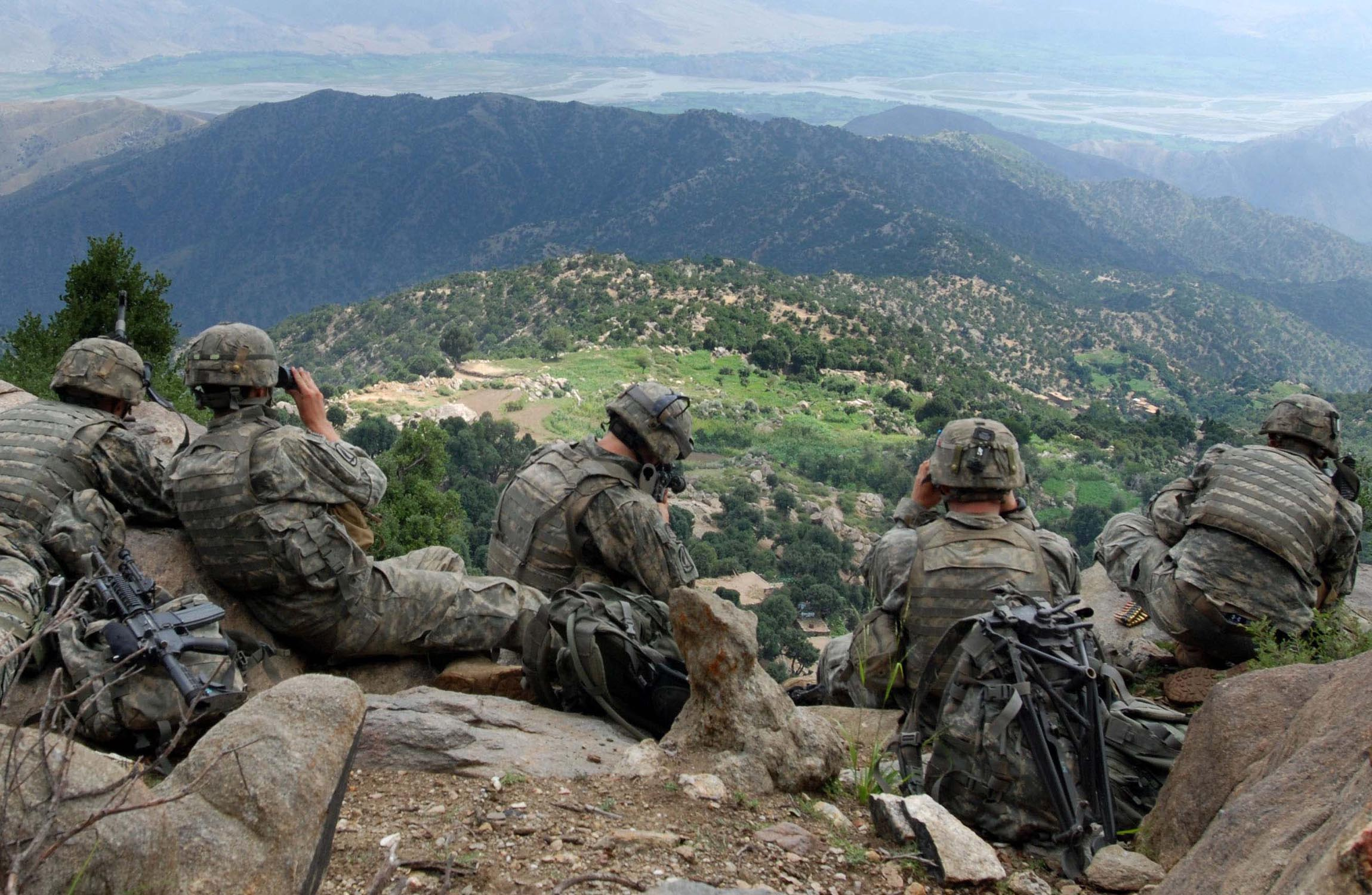
Tropas el ejército estadounidense en la provincia de Kunar

La guerra de Afganistán comenzó a finales del 2001 y fue lanzada por los Estados Unidos con el Reino Unido, y dirigida por la OTAN, la ONU autorizó el ISAF en respuesta a los atentados del 11 de septiembre. El objetivo de la invasión era encontrar el paradero de Osama Bin Laden y otros miembros de alto rango de Al-Qaeda y ponerlos en juicio, para destruir toda la organización de Al-Qaeda y para eliminar el régimen talibanes, que apoyó y dio santuario a Al-Qaeda. La fuerza política de la administración de Bush y las fuerzas de la Doctrina Bush no distinguirían entre organizaciones terroristas y las naciones o gobiernos que los albergaran. Dos operaciones militares en Afganistán están luchando por el control del país. La operación Libertad Duradera es una operación de combate de Estados Unidos que incluye coaliciones hermanadas operando principalmente en el este y el sur del país a lo largo de la frontera con Pakistán. La segunda operación es la Fuerza Internacional de Asistencia a la Seguridad, que fue establecida por el Consejo de Seguridad de la ONU a finales de 2001 para asegurar Kabul y sus alrededores. La OTAN asumió el control de la ISAF en 2003.
Las acciones de infantería multinacionales, con las fuerzas de tierra adiciones suministradas por la Alianza del Norte afgana, y la campaña de bombardeos aéreos eliminan a los talibanes del poder, pero las fuerzas talibanes han recuperado algo de fuerza La guerra ha tenido al menos éxito en el lograr la meta de restringir el movimiento de Al-Qaeda de lo previsto. Desde 2006, Afganistán ha visto amenazas en su estabilidad debido al aumento de la actividad insurgente talibán, los niveles de producción de drogas ilegales han alcanzado un nuevo récord, y un gobierno frágil, con un control limitado a las afueras de Kabul. A finales del 2008, la guerra había tenido éxito en la captura Osama bin Laden y las tensiones han crecido entre Estados Unidos y Pakistán, debido a los incidentes de los combatientes talibanes que cruzan la frontera con Pakistán mientras eran perseguidos por las tropas de la coalición.

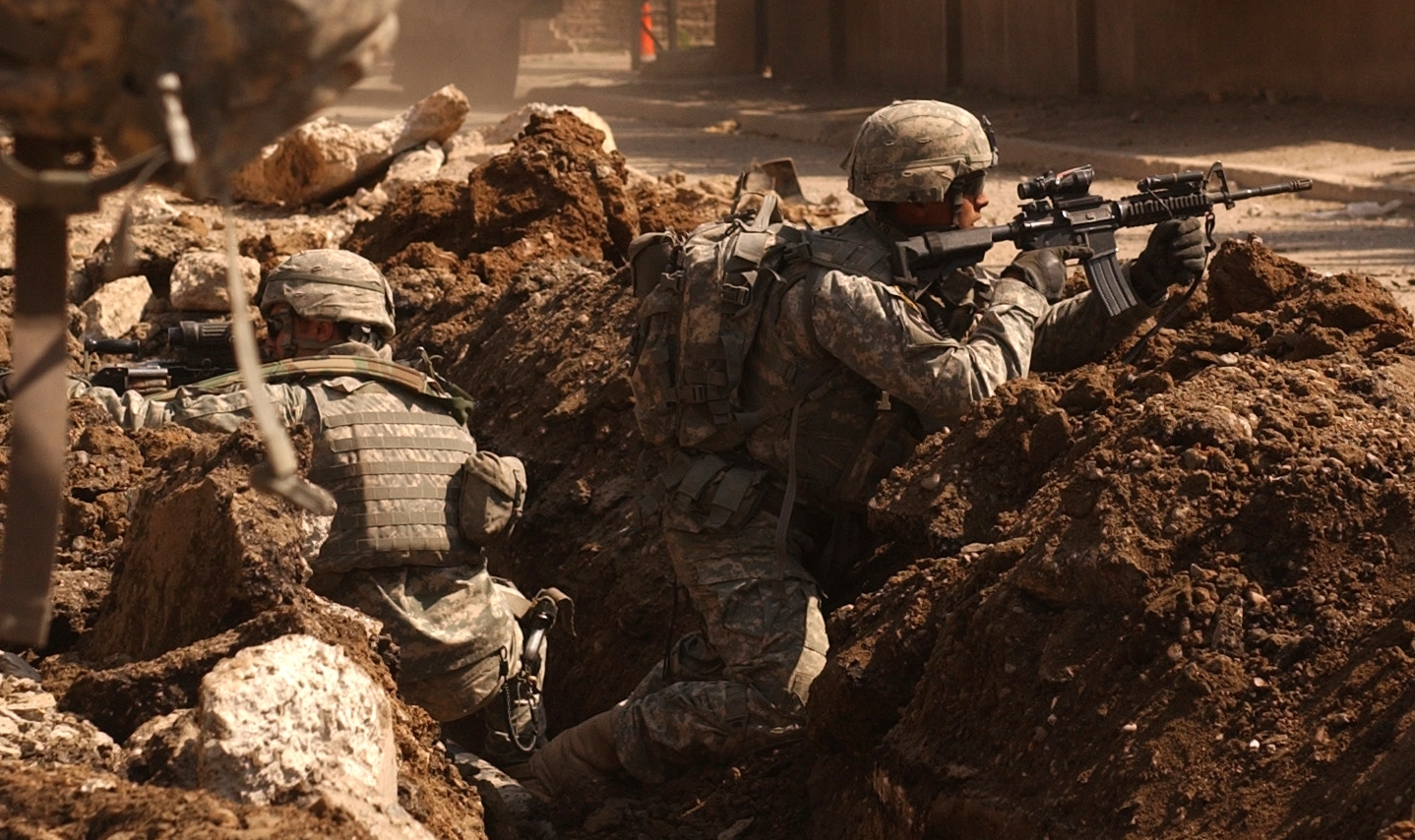
U.S. soldiers take cover during a firefight with insurgents in the Al Doura section of Baghdad 7 de marzo de 2007

La segunda guerra del Golfo comenzó en 2003, con la invasión de Irak por una fuerza multinacional. La invasión de Irak llevó a una ocupación y la eventual captura de Saddam Hussein, que fue ejecutado después por el gobierno Iraquí. La violencia contra las fuerzas de la coalición y varios grupos sectarios pronto dio lugar a la guerra asimétrica con la insurgencia iraquí, las luchas entre muchos Sunni y Shia grupos iraquíes, y las operaciones de Al-Qaeda en Irak. Los países miembros de la Coalición retiraron sus fuerzas por la opinión pública aumento a favor de la retirada de tropas y así las fuerzas iraquíes comenzaron a asumir la responsabilidad de la seguridad. A finales del 2008 los gobiernos de Estados Unidos e Irak aprobaron un Acuerdo de Estatus de Fuerzas efectivo hasta el final del 2011. El parlamento iraquí ratificó un Acuerdo marco estratégico con los Estados Unidos, destinado a garantizar la cooperación internacional en materia de derechos constitucionales, la disuasión de amenazas, la educación,  desarrollo de energía, y otras áreas. En 2009, el presidente Barack Obama anunció una ventana de retiro de 18 meses para las "fuerzas de combate"
El gobierno de Obama ha cambiado el nombre de la "Guerra contra el Terrorismo" a "Operaciones de contingencia en el extranjero". Sus objetivos son proteger a los ciudadanos estadounidenses y los intereses empresariales de todo el mundo, romper las células terroristas en los Estados Unidos, y perturbar a Al-Qaeda y grupos afiliados. La administración ha reenfocado la participación de Estados Unidos en el conflicto sobre la retirada de sus tropas de Irak, el cierre del campo de detención en Guantánamo, y el aumento en Afganistán. Usando información obtenida de Khalid Shaikh Mohammed en 2007, el nombre y el paradero de uno de los correos de Bin Laden, Abu Ahmend al-Kuwaiti, se supo, y el servicio de mensajería finalmente llevó a Estados Unidos a la ubicación de Osama bin Laden, que se encuentra en un gran complejo en Abbottabad, Pakistán, un área suburbana a 35 millas de Islamabad. El primero de mayo de 2001, fue asesinado y se incautaron documentos y discos duros del ordenador y discos compuestos. En 2011 en Europa, el excomandante del ejército bosnio Ratko Mladić, buscado por genocidio, crímenes de guerra y crímenes contra la humanidad, es arrestado el 26 de mayo en Serbia por la Agencia de Seguridad Militar.
En 2011, Estados Unidos declaró oficialmente el fin de la guerra de Irak. La guerra civil libia en 2011 vio al líder libio Muammar Gaddafi morir en Sirte, con las fuerzas del consejo Nacional de Transición de tomar el control, y poner fin a la guerra. Algunos se alejan de la militancia violenta con la organización separatista vasca declarando fin a su campaña de 43 años de violencia política. Los horrores del terrorismo continúan, sin embargo. El bombardeo del aeropuerto de Domodedovo en 2011 fue un ataque suicida en la sala de llegadas internacionales del aeropuerto más concurrido de Moscú. También en 2011, dos ataques de lobos solitarios secuenciales en Noruega contra el gobierno, la población civil y la Juventud de la Liga de los Trabajadores en el campamento de verano, reclamaron un total de 77 vidas. En Monterrey, Nuevo León el ataque narcoterrorista a un casino, en México. En 2012, el tiroteo Montauban y Toulouse vieron una serie de tres ataques armados dirigidos a soldados franceses y civiles judíos en la Midi-Pyrénées región de Francia. Al año siguiente, durante el 2013 en el maratón de Boston, los ataques fueron cerca de la línea de meta de la calle Boylston.

##### Conflicto palestino-israelí

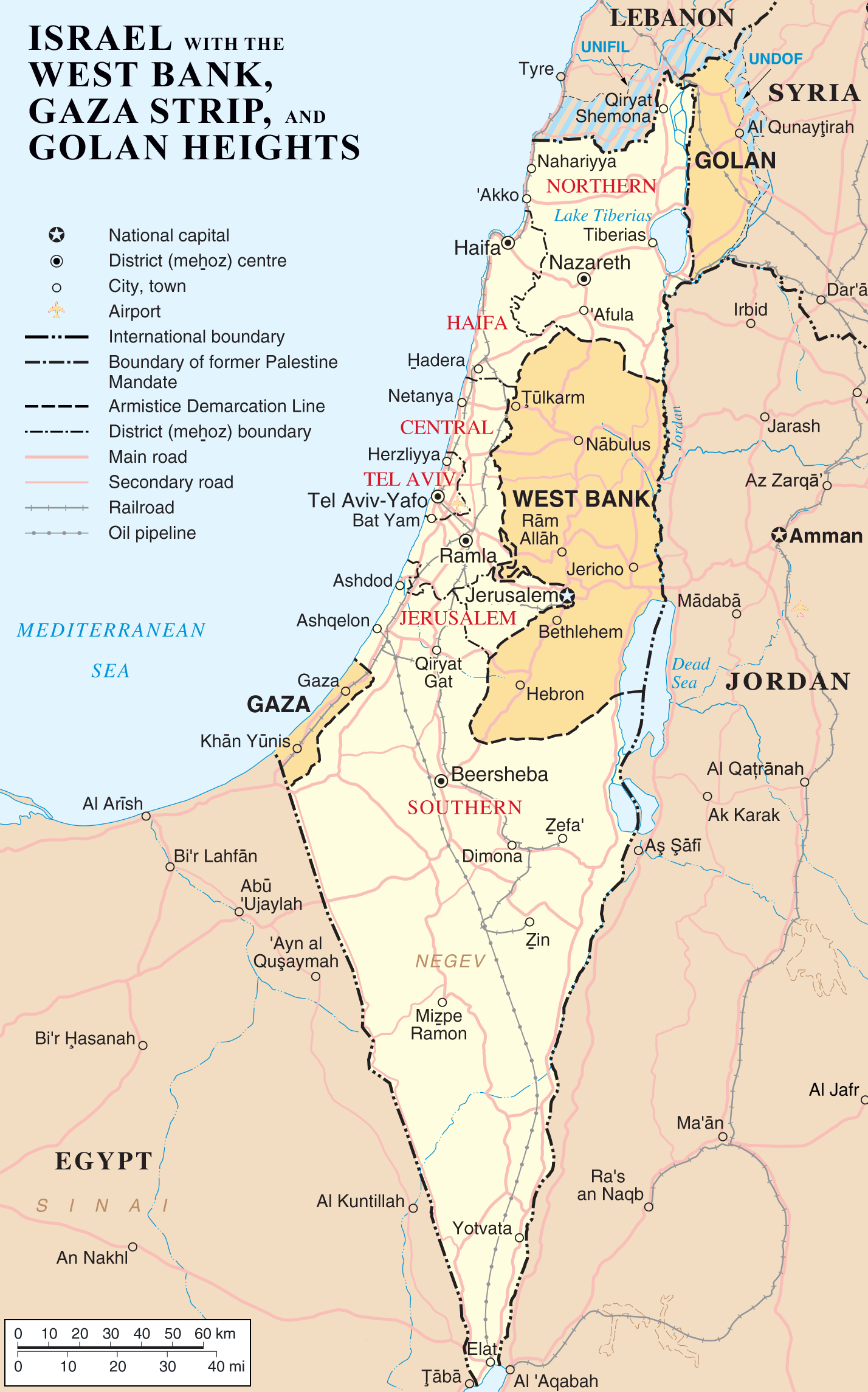
Israel, Cisjordania, La Franja de Gaza y Golan Heights

El conflicto palestino-israelí ha sido un conflicto en curso entre israelíes y palestinos Forma parte del conflicto árabe-israelí en general. La solución de dos estados para el conflicto palestino-israelí, es la solución de consenso que está en discusión por las partes principales en el conflicto.
Una solución de dos estados prevé dos estados separados en la parte occidental de la región histórica de Palestina, uno judío y otro árabe para resolver el conflicto. De acuerdo con la idea, se les daría a los habitantes árabes ciudadanía por el nuevo estado palestino; Refugiados palestinos probablemente se les ofrecería dicha ciudadanía también. Ciudadanos árabes de Israel actual probablemente tendrían la opción de quedarse con Israel, o de convertirse en ciudadanos de la nueva Palestina.
En la actualidad, una considerable mayoría de los israelíes y los palestinos, de acuerdo con una serie de encuestas, prefieren la solución de dos estados sobre cualquier otra solución como un medio para resolver el conflicto. La mayoría de los palestinos consideran Cisjordania y la Franja de Gaza como constitutivas de un área de su estado futuro, que es un punto de vista aceptado por la mayoría de los israelíes. Un puñado de académicos abogan por una solución de un Estado, con lo cual todo Israel, la Franja de Gaza y Cisjordania se convertiría en un estado bi-nacional con igualdad de derechos para todos.
Hay áreas importantes de desacuerdo sobre la forma de desacuerdo sobre la forma de cualquier acuerdo final y también en la relación con el nivel de credibilidad cada lado ve en el otro en la defensa de los compromisos básicos. Dentro de la sociedad israelí y palestina, el conflicto genera una amplia variedad de puntos de vista y opiniones. Esto sirve para poner de relieve las profundas divisiones que no solo existen entre israelíes y palestinos, sino también entre ellos mismos. En 2003, la parte palestina fue fracturada por el conflicto entre las dos fracciones principales: Fath, el partido tradicionalmente dominante, y su retador más electoral de Hamás. Hamás y Fatah, entre otros grupos palestinos, celebrando 2010 conversaciones encaminadas a la coalición de las facciones rivales. Por primera vez en dos años, en febrero de 2010. En marzo de 2010, en el programa de televisión de Doha Debates, representantes de Fatah y Hamás discuten el futuro liderazgo palestino. Las negociaciones directas entre Israel y los palestinos (2010-2011) comenzaron con Benjamin Netanayhu, Mahmoud Abbas, George J. Mitchell y Hilary Clinton el 2 de septiembre de 2010. Las negociaciones directas entre Israel y la Autoridad Nacional Palestina han tenido lugar desde septiembre de 2010, entre el presidente Obama, el primer ministro israelí, Benjamin Netanyahu, y el presidente de la Autoridad Palestina, Mahmoud Abbas, y terminaron cuando Netanyahu se negó a extender el congelamiento de los asentamientos en el oeste de Bank. En 2012, la Asamblea General de la ONU aprobó la moción concesión Palestina de estado observador no miembro.

##### Gran Recesión
En el principio de los años 2000, hubo un aumento global de los precios de los productos básicos y la vivienda, que marca el fin de la recesión de 1980 a 2000. Los valores respaldado por hipotecas estadounidenses, que tenían riesgos que eran difíciles de evaluar, se comercializaron alrededor del mundo y un auge del crédito de amplia base ampliaron una burbuja especulativa mundial en el sector inmobiliario y de la renta variable. La situación financiera también se vio afectada por un fuerte aumento de los precios del petróleo y de los alimentos. El colapso de la burbuja inmobiliaria estadounidense hizo que los valores de los valores ligados a los precios de bienes raíces para caer en picado a partir de entonces, dañando las instituciones financieras. La recesión de finales de los años 2000, una severa recesión económica que comenzó en Estados Unidos en 2007, fue provocada por el estallido de una crisis financiera moderna La crisis financiera moderna estaba vinculada a las prácticas de préstamos anteriores de las instituciones financieras y la tendencia de la titulación de hipotecas de bienes raíces americanas. La aparición de perdidas de préstamos sub primas expuso otros riesgosos préstamos y la inflación de los precios.
La Gran Recesión se extendió a gran parte del mundo industrializado, y ha provocado una desaceleración pronunciada de la actividad económica. La recesión mundial se produjo en un entorno económico caracterizado por diversos desequilibrios. Esta recesión mundial ha dado lugar a una fuerte caída en el comercio internacional, el aumento del desempleo y la caída de precios de las materias primas. El renovado interés por la recesión en las ideas económicas keynesianas sobre cómo combatir condiciones de recesión. Sin embargo, varios países industriales siguieron las políticas de austeridad para reducir el déficit, la reducción del gasto, en lugar de seguir las teorías keynesianas.

Mapa del mundo que muestra el crecimiento real del PIB tasas del 2010.

Desde finales de la crisis de deuda soberana europea del 2009, los temores de una crisis de deuda soberana desarrollaron entre los invasores en relación con el aumento de la deuda pública con todo el mundo, junto con una ola de degradación de la deuda de algunos países europeos. Las preocupaciones se intensificaron a principios de 2010 y, posteriormente, por lo que es difícil o imposible para los soberanos de volver a financiar sus deudas. El 9 de mayo de 2010, los Ministros de Finanzas de Europa aprobó un paquete de rescate de 750 mil millones de euros destinados a garantizar la estabilidad financiera en toda Europa. El Fondo Europeo de Estabilidad Financiera era un vehículo de propósito especial financiado por los miembros de la zona euro para combatir la crisis de deuda soberana europea. En octubre de 2011, los líderes de la eurozona acordaron otro paquete de medidas destinadas a evitar el colapso de las economías miembro. Los tres países más afectados, Grecia, Irlanda y Portugal, en conjunto representan el seis por ciento del PIB de la eurozona. En 2012, los ministros de Finanzas de la eurozona llegaron a un acuerdo sobre un segundo rescate de Grecia de 130 mil millones. En 2013, la Unión Europea acordó un rescate económico de 10 mi millones para Chipre.

##### Primavera Árabe
En el Medio Oriente y el Norte de África, una serie de protestas y manifestaciones que pedían democracia y libertad en toda la región comenzó el 18 de diciembre de 2010 y que se conoce como la Primavera Árabe. Las protestas, revueltas y revoluciones provocaron el derrocamiento de los gobiernos de Túnez, Egipto y Libia y la renuncia del presidente de Yemen. El levantamiento mayor en curso en Siria en 2013. El periodo de liberación política en los países afectados que no eran estrictamente del mundo árabe.
A raíz de la revolución egipcia de 2011, varios gobiernos militares y provisionales fueron vistos en el país. Después de una elección polémica y la disolución de la Asamblea Constituyente de Egipto, el presidente egipcio, Mohamed Morsi fue removido Las protestas estaban en curso en Egipto desde 2013.

##### El desastre de Fukushima
El 11 de marzo de 2011, un terremoto de magnitud 9.0 en la escala de Richter frente a la costa de Sendai causó un tsunami que dañó severamente las plantas de energía nuclear de Fukushima Daiichi y Fukushima Daini. El daño resultó, en el peor desastre nuclear desde el desastre de Chernobyl, contaminando el agua, el suelo y los cultivos de la zona con yodo 131 y cesio 137. La gravedad del accidente nuclear tiene 7 en la escala internacional de sucesos nucleares.

### El mundo contemporáneo

#### Presente y futuro
El mundo está en el tercer milenio. El siglo 21 es el siglo de la era Cristiana o Era común, de conformidad con el calendario gregoriano. Comenzó el 1 de enero de 2001 y terminará el 31 de diciembre del 2100. La década del 2020 va del 1 de enero de 2020, al 31 de diciembre de 2029.
El presente es el tiempo que se asocia con los eventos percibidos directamente, no como un recuerdo o una especulación. A menudo se representa como un hiperplano en el espacio tiempo a menudo llamado ahora, aunque la física matemática moderna demuestra que un hiperplano tal, no se puede definir de forma única para los observadores en movimiento relativo (que niega el concepto del tiempo absoluto y espacio). La presente también se puede ver como una duración.
El tercer milenio es el tercer periodo de mil años. Como este milenio en curso, sólo su primera década, la década de 2000 puede ser objeto de la atención del historiador convencional. La parte restante de las tendencias del siglo y a más largo plazo se investigó en estudios futuros, un enfoque que utiliza varios modelos y varios métodos (como "previsión" y "backcasting"). Desde la invención de la historia, la gente ha buscado "lecciones" que podrían derivarse de su estudio, en el principio de que para comprender el pasado es potencialmente para controlar el futuro. Una famosa cita de George Santayana dice que "Los que pueden recordar el pasado están condenados a repetirlo." Arnold J. Toynbee, en su monumental Estudio de la Historia, buscó regularidades en el auge y caída de las civilizaciones En una línea más popular, Will y Ariel Durant dedicó un libro de 1968, a las lecciones de la historia, a la discusión de "eventos y comentarios que podrían iluminar los asuntos presentes, futuras posibilidades ... y la conducta de los Estados. Las discusiones sobre las lecciones de la historia a menudo tienden a un enfoque excesivo en detalle histórico o por el contrario, en generalizaciones amplias historio gráficos.
Futuros estudios tienen como uno de sus atributos importantes (puntos de partida epistemológicos) los esfuerzos en curso para analizar futuros alternativos. Este esfuerzo incluye la recogida de datos cuantitativos y cualitativos sobre la posibilidad, probabilidad, y la conveniencia del cambio. La pluralidad del término "futuros" en la futurología denota la rica variedad de futuros alternativos, entre ellos el subconjunto de los futuros preferibles (futuros normativos), que se pueden estudiar.
Los practicantes de la disciplina concentraron previamente en la extrapolación de las tendencias actuales tecnológicas, económicas o sociales, o en tratar de predecir las tendencias futuras, pero más recientemente han comenzado a examinar los sistemas sociales, y las incertidumbres y construir escenarios, cuestionar las visiones del mundo detrás de las situaciones a través de la causalidad por el método de analizar capas (y otras) y crear visiones preferidas del futuro, y utilizar "backcasting" para derivar las estrategias de implementación alternativas. Aparte de la extrapolación y escenarios, muchas docenas de métodos y técnicas se utilizan en investigaciones futuras.

#### Tendencias socio-tecnológicas
A finales del siglo 20, el mundo estaba en una encrucijada importante. A lo largo del siglo, se han hecho más avances tecnológicos que en toda la historia. Informática, Internet y otras tecnologías modernas alteraron radicalmente la vida cotidiana. El aumento de la globalización, especialmente americanización, había ocurrido. Si bien no es necesariamente una amenaza, que ha causado sentimientos antioccidentales y antiestadounidenses en algunas partes del mundo, sobre todo el Medio Oriente. El idioma inglés se ha convertido en una lengua global líder, con las personas que no lo hablan cada vez son los más desfavorecidos.
Una tendencia que conecta los acontecimientos económicos y políticos en América del Norte, Asia y el medio Oriente es el rápido aumento de la demanda de combustibles fósiles, que junto con menos pozos petroleros se encuentras con mayores costos de extracción, y la agitación política, vio el precio del gas y el petróleo van de 500% entre 2000 y 2005, en algunos lugares, especialmente en Europa, el gas podría ser de 5 dólares por galón, dependiendo de la moneda. Menos influyente, pero omnipresente, es el debate sobre la participación de Turquía en la Unión Europea. Nuevo urbanismo y renacimiento urbano siguen siendo fuerzas en la planificación urbana en los Estados Unidos. Sin embargo, la evidencia muestra que el crecimiento de los suburbios americanos todavía supera el crecimiento urbano.

##### Retos y problemas

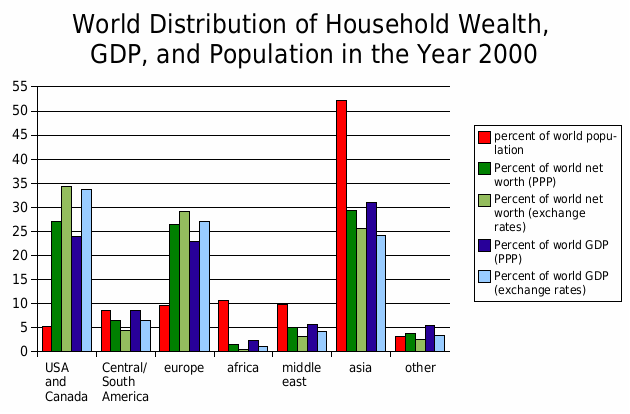
World distribution of wealth and population in 2000.

En la época contemporánea, varios problemas se enfrentan en el mundo.
En primer lugar, la riqueza se concentra entre el G8 y los países industrializados occidentales, junto con varias naciones de Asia y los países de la OPEP. El 1 % más rico de los adultos solo poseía el 40 % de los activos globales en el año 2000 y que el 10 % más rico de los adultos representaron el 85 % del total mundial. La mitad de la población mundial adulta poseía apenas el 1 % de la riqueza mundial. Otro estudio encontró que los más ricos del 2 % poseían más de la mitad de los activos de los hogares a nivel mundial. A pesar de esto, la distribución ha ido cambiando muy rápidamente en la dirección de una mayor concentración de la riqueza Sin embargo, las naciones poderosas con grandes economías y los individuos ricos pueden mejorar las economías en rápida evolución del Tercer Mundo. Sin embargo, los países en desarrollo se enfrentan a muchos desafíos, entre ellos la magnitud de la tarea que superar, las poblaciones en rápido crecimiento, y la necesidad de proteger le medio ambiente, y el costo de va junto con enfrentar tales desafíos.
En segundo lugar, la enfermedad amenaza con desestabilizar a muchas regiones del mundo. Nuevos virus como el SARS, del Nilo occidental y la gripe aviar continuaron a extenderse rápida y fácilmente. En los países pobres, la malaria y otras enfermedades afectaron a la mayoría de la población. Millones de personas fueron infectadas con el VIH, el virus que causa el sida. El virus se estaba convirtiendo en una epidemia en el sur de África. Incluso con los problemas con las enfermedades no infecciosas se ha planteado en el mundo, innovaciones tecnológicas en el mundo occidental, por la difusión de la 1900a de sedentarismo en la televisión, las computadoras, la comida rápida y el ascensor ha causado que la obesidad se convierta en un desafío global. Esto causa problemas en la economía mundial ya que la obesidad está vinculada a una amplia clase de enfermedades. Este problema incluso ha sido influenciado previamente con partes que sufren de hambruna donde la obesidad vive al lado de la pobreza.
El terrorismo, la dictadura y la proliferación de armas nucleares también son cuestiones que requieren atención inmediata. Los dictadores, como el de Corea del Norte en 2013, siguen poseyendo armas nucleares. El miedo existe, que no sólo los terroristas estén tratando de conseguir armas nucleares, pero que ya las hayan obtenido.

##### Cambio Climático
El cambio climático y el calentamiento global refleja la noción del clima moderno. Los cambios de clima durante el siglo pasado, se han atribuido a varios factores de los que han dado lugar a un calentamiento global. Este calentamiento es el aumento de la temperatura media del aire cerca de la superficie y de los océanos de la Tierra desde la mitad del siglo 20, y su continuación proyectada. Algunos efectos tanto en el medio natural y la vida humana son, al menos en parte, ya que se atribuyen al calentamiento global. Un informe del 2001 del IPCC sugiere que el retroceso de los glaciares, el hielo estante interrumpido como la de la plataforma de hielo Larsen, aumenta el nivel del mar, cambios en los patrones de lluvia, y el aumento de la intensidad y frecuencia de eventos climáticos extremos son atribuibles en parte al calentamiento global. Otros efectos esperados incluyen la escasez de agua en algunas regiones y el aumento de la precipitación en otros, los cambios en la capa de nieve de la montaña, y los efectos adversos para la salud de las temperaturas más cálidas.
Por lo general, es imposible conectar los fenómenos meteorológicos específicos para el impacto humano en el mundo. En lugar de ello, se espera que este impacto cause cambios en la distribución global y la intensidad de los fenómenos meteorológicos, tales como cambios en la frecuencia e intensidad de las precipitaciones intensas. Se espera que los efectos más amplios para incluir retroceso de los glaciares, la contracción del ártico, y en todo el mundo. Otros efectos pueden incluir cambios en le rendimiento de los cultivos, además de nuevas rutas comerciales, extinción de especies, y los cambios en la gama de vectores de enfermedades. Hasta el 2009, el paquete de Pasaje Noroeste con hielo ártico impidió el transporte marítimo regular durante la mayor parte del año en esta área, pero el cambio climático ha reducido la bolsa de hielo, y esta contracción del Ártico hizo los cursos de agua más navegable.

##### Tecnologías contemporáneas
Varias tecnologías emergentes, la evolución reciente y las convergencias en diversos campos de la tecnología, tienen posibles impactos futuros. Las tecnologías emergentes abarcan diversos desarrollos de vanguardia en la aparición y la convergencia de la tecnología, incluyendo el transporte, tecnología de la información, la biotecnología, la robótica y la mecánica aplicada y ciencia de los materiales. Su situación y sus posibles efectos implican controversia sobre el grado de impacto social o la viabilidad de las tecnologías. Sin embargo, estos representan desarrollos nuevos y significativos dentro de un campo; tecnologías convergentes representan distintos campos que de alguna manera van hacia una interconexión más fuerte y objetivos similares. 
El primer orbitador del transbordador espacial Columbia fue completamente funcional (designado OV-102). En 1996, la misión STS-75 llevó a cabo la investigación en el espacio con el generador correa electrodinámica y otras configuraciones de sujeción. En 135 misiones, el programa sufrió con 2 despegues destruidos. El exitoso aterrizaje en el Centro Espacial Kennedy después de completar la misión STS - 135, concluyó el programa de transbordadores. El programa "Orbital Transportation Services" comerciales comenzó en 2006. El retiro de la flota del transbordador espacial de la NASA se llevó a cabo entre marzo y julio del 2011.
Hay varios puertos espaciales, incluyendo puertos espaciales de otros sistemas de lanzamiento (logística espacio) y los vuelos espaciales tripulados. EL vuelo espacial privado es un vuelo más allá de la línea de Kárman que se lleva a cabo y pagado por una entidad distinta de un organismo gubernamental. La comercialización del espacio es el uso de equipo enviado en o a través del espacio exterior para proporcionar bienes o servicios de valor comercial, ya sea por una corporación o estatal. Planes y predicciones comerciales espaciales comenzaron en la década de 1960. La propulsión de la nave espacial es cualquier método utilizado para acelerar la nave especial y los satélites artificiales.
La NASA anunció en 2011 que su Orbitador de Reconocimiento de Marte capturó evidencia fotográfica de la posible agua líquida en Marte durante las estaciones cálidas. El 6 de agosto de 2012, el Laboratorio de Ciencia de Marte Curiosity, el más elaborado vehículo de exploración marciana hasta la fecha, aterrizó en Marte. Después de las observaciones de WMAP del fondo cósmico de microondas, la información fue lanzada en 2011 del trabajo realizado por el Planck Surveyor, la estimación de la edad del Universo a 13,8 mil millones de años (100 millones de años más viejo que se pensaba). Otro avance tecnológico se produjo en 2012 con los físicos europeos que demuestras estadísticamente la existencia del Bosón de Higgs.